# 2961 Katsurahama
2961 Katsurahama è un asteroide della fascia principale. Scoperto nel 1982, presenta un'orbita caratterizzata da un semiasse maggiore pari a 2,2679578 UA e da un'eccentricità di 0,1383995, inclinata di 4,54917° rispetto all'eclittica.